# Neckartal I-Kleiner Odenwald
Neckartal I-Kleiner Odenwald ist ein Landschaftsschutzgebiet im Rhein-Neckar-Kreis in Baden-Württemberg.

## Lage und Beschreibung
Das rund 6.315 Hektar große Landschaftsschutzgebiet umfasst einen Teil des Kleinen Odenwalds zwischen Neckargemünd und dem Schönbrunner Ortsteil Allemühl und entstand durch Verordnung des Landratsamts Rhein-Neckar-Kreis vom 12. Juli 2002. Gleichzeitig traten die Verordnung des Regierungspräsidiums Nordbaden zum Schutz von Landschaftsteilen im Bereich des Mannbachtales vom 25. Oktober 1957, die Verordnung des Regierungspräsidiums Nordbaden zum Schutz von Landschaftsteilen im Stadt- und Landkreis Heidelberg und im Landkreis Mannheim vom 12. Dezember 1953 (soweit sie für die betroffenen Gemarkungsanteile der Stadt Neckargemünd galt) und die Verordnung des Präsidenten des Landesbezirks Baden zum Schutz von Landschaftsteilen in den Landkreisen Heidelberg und Mosbach vom 13. März 1951, soweit sie sich auf das Gebiet des Rhein-Neckar-Kreises erstreckte, außer Kraft.
Das Schutzgebiet gehört zum Naturraum 144-Buntsandstein-Odenwald innerhalb der naturräumlichen Haupteinheit 14-Odenwald, Spessart und Südrhön.

## Schutzzweck
Wesentlicher Schutzzweck ist laut Schutzgebietsverordnung die Erhaltung und Entwicklung der in das Umland eingeschnittenen Flusslandschaft des Neckars und der sich südlich anschließenden reliefreichen Mittelgebirgslandschaft des Kleinen Odenwaldes in ihrer Schönheit, Vielfalt und Eigenart. Charakteristische Merkmale dieser Landschaften sind:
- der Neckar mit seinen Uferzonen, schmalen Auen, Talflanken in einem Wechsel von steilen Prall- und schwächer geneigten Gleithängen, tief eingeschnittenen Seitentälern und Klingen sowie seinen verlassenen Schlingen (Mauererschlinge, Blumenstrichschlinge, Mückenlocherschlinge), durch die markante Einzelerhebungen wie der Hollmut, Dilsberg und Kirchberg entstanden sind;
- die durch eine Vielfalt von Oberflächenformen wie Kuppen, Rücken, Mulden, Täler und Klingen gegliederten Hochflächen des Kleinen Odenwaldes;
- geschlossene Waldungen der Talhänge und Hochflächen mit einer abwechslungsreichen und von stufig aufgebauten Waldrändern bestimmten Wald-Feldgrenze und naturnahen Laubwäldern;
- Blockhalden mit einer speziellen Blockhaldenvegetation an den Talhängen des Neckars und seiner Seitentäler;
- unverbaute Fließgewässer, begleitet von Schluchtwäldern bzw. einer naturnahen Ufervegetation aus Ufergehölzen, Röhricht, Hochstauden und ihren schmalen Auen in Wiesennutzung;
- durch Wiesen, Äcker, Streuobstbestände, Feldgehölze, Feldhecken, Gebüsche und Einzelbäume gegliederte Feldfluren in ebener bis schwach geneigter Lage im Bereich der Mäanderbögen des Neckars, seiner verlassenen Schlingen sowie auf den Hochflächen des Odenwaldes sowie
- geschlossene Wiesenflächen an steileren Talhänge des Neckars, seiner verlassenen Schlingen, der Bäche sowie in staufeuchten Mulden und an steilen Hängen des Odenwaldes, durchsetzt mit Feldgehölzen, Feldhecken, Streuobstbeständen, Gebüschen oder Einzelbäumen; Geländeformen und Kleinstrukturen wie Trockenmauern, Steinriegel, Felswände, Böschungen, Raine, Gräben und Hohlwege.

Schutzzweck ist außerdem die Gewährleistung des hohen Erholungswertes für die Allgemeinheit durch die Erhaltung, Entwicklung und Verbesserung der die Vielfalt, Eigenart und Schönheit der Landschaft bestimmenden Landschaftsbestandteile und standortgerechten Bodennutzungsformen, die wesentliche Erhaltung der Wald-Feldverteilung und die Erhaltung bzw. Wiederherstellung der freien Zugänglichkeit der Landschaft sowie die nachhaltige Sicherung der Leistungsfähigkeit des Naturhaushaltes und der Nutzungsfähigkeit der Naturgüter durch die Erhaltung und Wiederherstellung der natürlichen Ertragskraft der Böden und den Schutz vor Erosion sowie durch die Erhaltung von Gebieten mit positiven Auswirkungen auf das Klima und den Wasserhaushalt.
Die Erhaltung und Entwicklung der Lebensstätten und Lebensgemeinschaften der heimischen Tier- und Pflanzenarten, insbesondere in den durch Feldhecken, Feldgehölze, Gebüsche, Einzelbäume, Streuobstbestände, Steinriegel, Trockenmauern und Böschungen gegliederten Fluren, in den geschlossenen Waldgebieten mit Altholzbeständen, Laubwäldern, Schlucht- und Blockwäldern, in den alten Steinbrüchen und in den Gewässern und Feuchtgebieten sind außerdem schutzwürdig.